# Корецький Іван-Михайло
Іван-Михайло Васильович Корецький (*д/н — до 1502) — державний та військовий діяч Великого князівства Литовського.

## Життєпис
Походив з литовсько-українського князівського роду Корецьких гербу Литовська Погоня. Молодший син князя Василя Корецького. При народженні отримав ім'я Іван, при хрещені — Михайло. Про молоді роки замало відомостей. Близько 1483 року після смерті старшого брата Федора-Богуша стає повновладним князем Корецьким.
Наприкінці 1480-х років досяг мирової угоду з князем Іваном Четвертинським щодо розмежування кордонів князівств й маєтностей. У 1488—1489 роках отримав від великого князя Литовського Казимира IV якісь дрібні земельні надання. Водночас оженився на представниці роду Головнів-Острожецьких, за якою отримав значний посаг. 1492 року призначається намісником (старостою) Красносільським. На цій посаді перебував до самої смерті.
1493 року підтверджено привілеєм короля Польського і великого князя Литовського Олександра Ягеллончика на спадкування земель свого тестя. В подальшому домігся розмежування земель з князями Іваном Заславським і Іваном Острозьким. Незабаром отримує привілей від великого князя на проведення 2 ярмарок в Корці. Є згадки про участь у обороні Волині від нападу кримських татар. у 1495 році в Корецькому замку витримав татарську облогу. Помер до 1502 року.

## Родина
Дружина — Василиса, донька князя Гліба «Лизоноса» Головні-Острожецького
Діти:
- Василь (?—1519)
- Лев (?—1519)
- Олександр (?—1519)
- Іван (?—1517), господарський дворянин, князь корецький
- Анна, дружина Михайла (Михна) Зброховича Гулевича
- Федір  (?—1522), господарський дворянин, князь корецький